# Tidy Trax
Tidy Trax est un label discographique de trance, basé en Angleterre. Fondé en 1995 par Andy Pickles et Amadeus Mozart, Tidy est connu pour promouvoir un style de hard house à la fois amusant et rapide. Il présente une liste d'artistes hard house et trance, et organise régulièrement des événements en direct, notamment le Tidy Weekender. Depuis 2005, le label Tidy comprend également Tidy Two et Untidy.

## Histoire
Le label Tidy Trax est fondé en 1995 par Andy Pickles et Amadeus Mozart, originaires de Rotherham, qui sont également connus sous le nom de producteurs de DJ Tidy Boys,. Pickles avait déjà travaillé sur la série d'albums Jive Bunny, dont le succès financier soutient la création du label Tidy Trax,. Le label est à l'avant-garde des scènes hard house et trance britanniques dans les années 1990 et au début des années 2000, organisant des événements en direct et publiant plus de 350 disques. Tidy Trax aurait vendu plus d'un million de disques en un an. À partir de 2005, la popularité du son Tidy diminue, mais le label conserve un noyau de fans underground et, dans les années 2020, un regain de popularité est signalé,.
Les artistes qui sont présentés par le label comprennent Andy Farley, Tony De Vit, Steve Blake, Lee Haslam, les Tidy Boys, Rob Tissera, Eats Everything, Charlotte de Witte, Hannah Laing, et Josh Butler,,. D'autres artistes comprennent les Tidy Girls, une collaboration entre Lisa Lashes, Anne Savage, Rachel Auburn, et Lisa Pin-Up. L'album éponyme des Tidy Girls connait un certain succès dans le classement officiel des singles au Royaume-Uni,. Le CD de couverture du numéro de février 2003 de Mixmag présente un mix Tidy vs. Frantic entre les DJ Paul Maddox et Tom Harding. En 2005, Tidy Trax fusionne avec ses labels frères, Tidy Two et Untidy Trax, pour former un seul label appelé Tidy. Toujours en 2005, Ministry of Sound publie une compilation Euphoria axée sur le style Tidy, qui se classe à la dixième place du classement officiel des compilations au Royaume-Uni. Un album, réunissant divers artistes, célébrant les 20 ans du label Tidy se classe à la 11e place du classement officiel des albums de danse au Royaume-Uni en 2015.
En 2021, Tidy célèbre son 25e anniversaire avec son 18e événement live organisé au parc de vacances Pontins, à Prestatyn,. En 2023, Tidy publie un livre de photos, The Cult of Tidy Volume One : 1995-2005, détaillant l'histoire du label jusqu'en 2005. Le label est souvent crédité par la presse dance music d'être un innovateur majeur sur la scène dance, avec sa promotion d'événements « fun » et de rythmes à 135 BPM,,,.

### Tony De Vit
Le label Tidy Trax publie régulièrement la musique du DJ britannique Tony De Vit, souvent considéré comme le « parrain de la hard house britannique ». Tony De Vit décède en 1998, peu après la sortie de The Dawn sur le label Tidy Trax, après avoir contracté le VIH. Pour commémorer le 25e anniversaire du décès de De Vit, Tidy Trax sort en 2023 une compilation de remix des morceaux de De Vit, TDV25 - The Remixes, par des artistes tels que Eats Everything, Nicole Moudaber et Hannah Laing,.

### Événements live etTidy Weekender
Le Tidy Weekender est un événement régulier organisé et accueilli par le label Tidy, qui propose des événements de dance et accueille des artistes tels que Judge Jules, Rob Tissera, Anne Savage et Fergie. Le premier événement se déroule sur une période de trois jours en 2002, au parc Pontins de Prestatyn, qui accueille également l'événement du 25e anniversaire en 2021. Le 20e anniversaire du label Tidy a lieu en 2015, et est célébré lors d'un Tidy Weekender à Southport. En 2023, Pontins ferme le parc de loisirs de Prestatyn, ce qui a un impact significatif sur le Tidy « wet and wild weekender » qui devait s'y tenir. D'autres événements en direct promus par le label comprennent la tournée Cult of Tidy